# Іванова Євгенія Вікторівна
Євгенія Вікторівна Іванова (рос. Евгения Викторовна Иванова; 27 липня 1948, Москва) — російський літературознавець. Доктор філологічних наук (1993). Спеціалізується з теорії літератури, історії російської літератури рубежу XIX–XX століть, текстології.

## Біографія
1972 року закінчила Московський університет. Друкується від 1975 року. Від 1978 року працює в Інституті світової літератури імені О. М. Горького. 1983 року захистила кандидатську дисертацію, присвячену зародженню російського символізму.
Брала участь (як укладач, автор вступних статей, приміток тощо) у виданні творів Семена Надсона, Костянтина Бальмонта, Олександра Блока, Ігоря Сєверянина, Валерія Брюсова, Корнія Чуковського та ін.

## Видані книги
- Иванова Евгения. «Мне не найти зеленые цветы…»: Размышления о поэзии Н. М. Рубцова. — Москва: Прометей, 1997. — 196 с.